# Сан-Саба

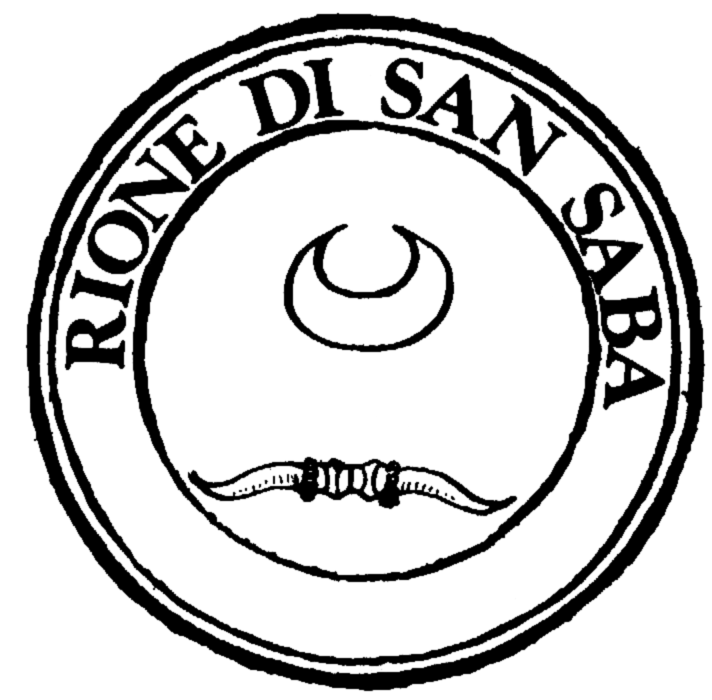
Герб Сан Саба

Сан-Саба (італ. San Saba) — XXI район (Rione) Рима.

## Положення
Район розміщений на пагорбі Малий Авентин та дорикається на південному сході до старого міста. На північному заході межу району створюють вулиці Viale Manlio Gelsomini та Viale Aventino, відповідно на північному сході Viale delle Terme di Caracalla та Via di Porta San Sebastiano утворюють першу милю Аппієвої дороги. На півдні Сан Саба обмежений район Стіною Авреліана. Центр району — Piazza Gian Lorenzo Bernini — названа ім'ям відомого італійського митця Лоренцо Берніні.

## Історія
У 1921 відділився район від ХІІ району Ріпа і названий ім'ям старовинної церкви.

## Визначні місця

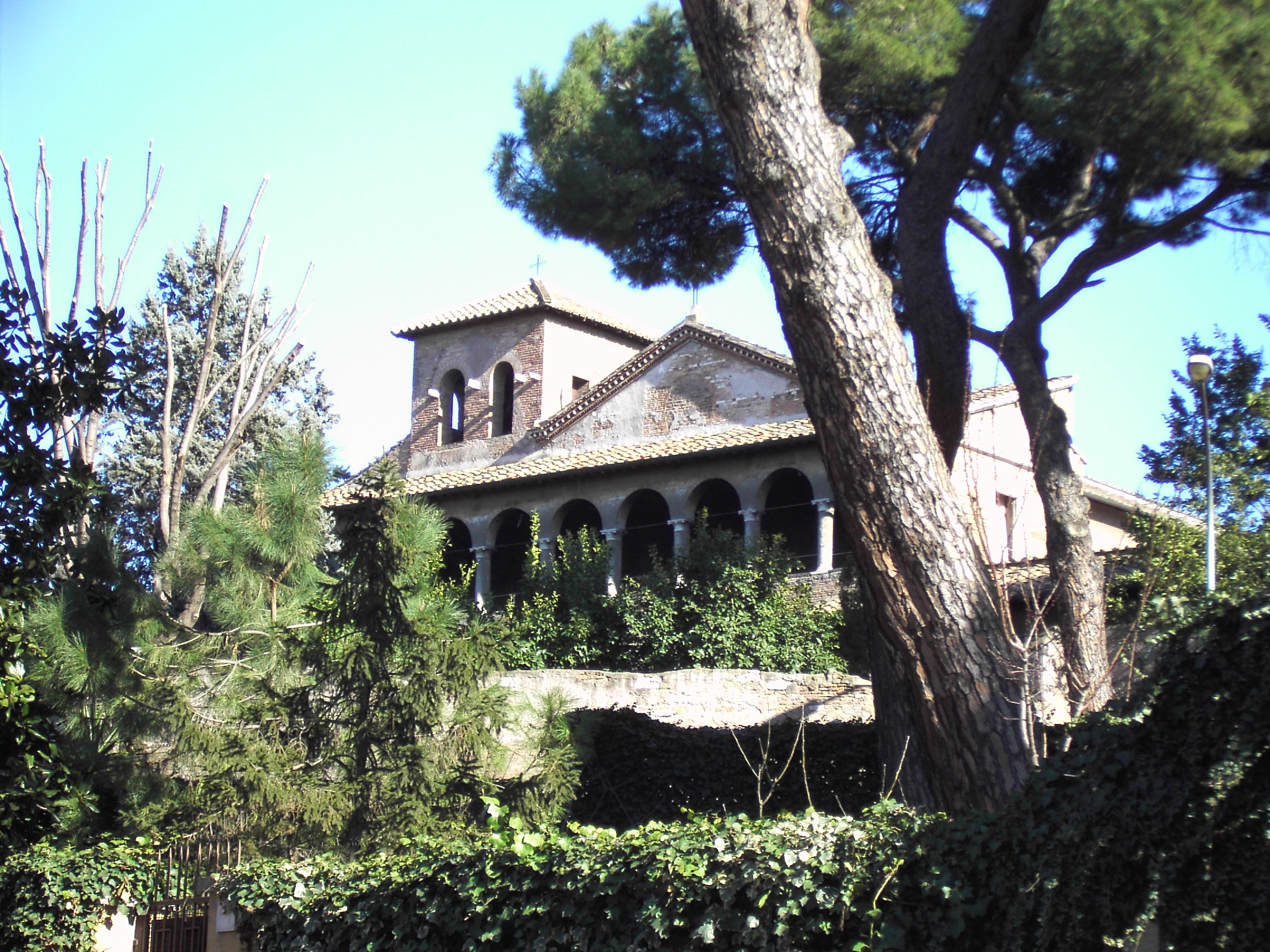
Церква Сан Саба

Найвідомішим місцем у районі є терми Каракалли. Вздовж них простягається Аппієва дорога до Воріт святого Себастьяна. Крім Сан Саба тут знаходяться ранньохристиянські церкви Санта Бальбіна, Санті Нерео е Ахіллео.